# 浅居喜代治
浅居 喜代治（あさい きよじ、1923年1月28日 - 2012年4月25日）は、日本の経営情報学・経営工学者。大阪府立大学名誉教授。工学博士 。大阪工業大学工学部経営工学科元教授。日本ファジィ学会（現：日本知能情報ファジィ学会）初代会長。日本経営工学会第19期副会長。ファジィシステム理論のパイオニア。勲三等旭日中綬章受章。
専門は、経営工学・経営情報学（特にファジィシステム理論）・技術経営、社会システム工学・経営意思決定。

## 略歴
大阪府出身。旧制大阪高等工業学校（のちの大阪府立大学）卒業。1951年大阪大学工学部通信工学科卒業。同年、大阪市立大学助手。同大学講師・助教授を経て、1969年大阪府立大学（現：大阪公立大学）工学部経営工学科教授。この間、1967年よりカリフォルニア大学バークレー校(UCB)ロトフィ・ザデー（ファジィ集合の提唱者）研究室に留学・客員教授（1年間）。帰国後、ファジィ理論研究グループ「あいまい科学研究会」を立ち上げ、日本ファジィ学会の設立（1987年）に至った。1986年大阪府立大学名誉教授。工学博士。同年、大阪工業大学工学部経営工学科（現：情報科学部データサイエンス学科）教授。1994年大阪工業大学退官。1999年勲三等旭日中綬章受章。
大阪府立大学・大阪市立大学・大阪工業大学で、40年以上の長きに渡り教鞭を執り、日本ファジィ学会（現：日本知能情報ファジィ学会）初代会長、日本経営工学会第19期副会長を歴任し、特にファジィシステム理論のパイオニアであった。

## 主な著書
- 現代経営工学概論（単著、オーム社1983、学術書）
- ファジィシステム理論入門（共著、オーム社1987、学術書）
- ファジィ経営科学入門（単著、オーム社1992、学術書）
- ファジィ情報処理入門（単著、オーム社1993、学術書）
- ファジィ科学―人間・社会・自然への応用（単著、海文堂出版1994、学術書）
- システムの計画と実際（単著、オーム社2001、学術書）

## 主な研究
- ファジィシステム理論に基づく意思決定エキスパートシステムに関する研究[5]
- ファジィ意思決定支援システムの構築と応用に関する研究
- ファジィ区間データに基づく回帰モデルの近似的ベイズ変数選択[6]
- ファジィ区間データに基づく期待効用と情報量の分析[7]
- ファジィ観測データに基づく統計的推定[8]